# راسین، کبک
راسین (به فرانسوی: Racine) شهری در منطقه شهری لو وال-سن-فرانسوا ناحیه استری در استان کبک کانادا است. در سرشماری سال ۲۰۱۱ این شهر ۱٬۲۰۱ نفر جمعیت داشته‌است و مساحت آن ۱۰۷٫۸۷ کیلومتر مربع است.